# 조선부녀총동맹
조선부녀총동맹(朝鮮婦女摠同盟)란, 1945년 12월 조직된 전국적 규모의 여성대중조직을 말한다. 약칭은 부총

## 개요
전평, 전농, 청총 등과 함께 조선공산당의 외곽 대중조직체로서 건국부녀동맹을 모체로 하여 결성되었다. 1945년 12월 22일 ~ 12월 24일 전국부녀단체 대표자대회를 열어 결성되었으며, 맹원 수가 약 80여만명에 달하는 좌익여성운동의 결집체였다.
총재로는 유영준, 부총재로는 정칠성, 허하백이 선출되었고, 조선인민공화국 사수와 민주주의민족전선 참여만이 조선여성의 진정한 해방의 길이라고 선언했다.
당면과제로는 다음과 같다.
*제국주의 잔재 및 봉건잔재 청산
- 진보적 민주주의 국가건설
- 여성의 정치,경제,사회적 평등권 획득
- 근로여성의 조건 개선
- 일부일처제 실시
- 공사창제,인신매매 철폐

다음으로 강령은 다음과 같다.
*조선여성의 정치,경제,사회적 완전 해방
- 진보적 민주주의 국가건설과 발전에 적극 참가,활동
- 조선여성의 국제적 제휴를 도모하고 세계평화와 문화향상에 노력한다

조선부녀총동맹은 노동여성,농민여성,소시민부녀,지식인 여성 등 광범한 여성의 참여와 지지속에 일상활동과 정치활등을 펼쳤으나, 미군정이 좌익운동을 탄압하자 1947년 2월 조직을 개편, '남조선민주여성동맹'으로 개칭하여 합법적 투쟁을 해왔으나, 좌익운동이 불법화됨에 따라 점차 그 세력이 약화되었다.
1951년 1월 남조선민주여성동맹은 북한에서 북조선민주여성동맹과 통합, 조선민주여성동맹으로 개편되어 사라졌다. 이후 남한의 여성운동은 사실상 관제,어용화되어 기나긴 침체기를 맞게 된다.

## 같이 보기
- 건국부녀동맹